# Chery Fengyun
Chery Fengyun, також продавався як Chery A11, ― перший автомобіль компанії Chery. Створений без схвалення уряду, він, тим не менш, став першим кроком в історії успіху Chery і допоміг перетворити китайський автомобільний ринок із залежного від іноземних спільних підприємств.
Різні імпортери та інші коментатори також називали автомобіль «Windcloud» (прямий переклад китайського слова «Fengyun») або «Fulwin» (латинізований еквівалент назви «Fengyun», введений компанією Chery після 2009 року).

## Розвиток

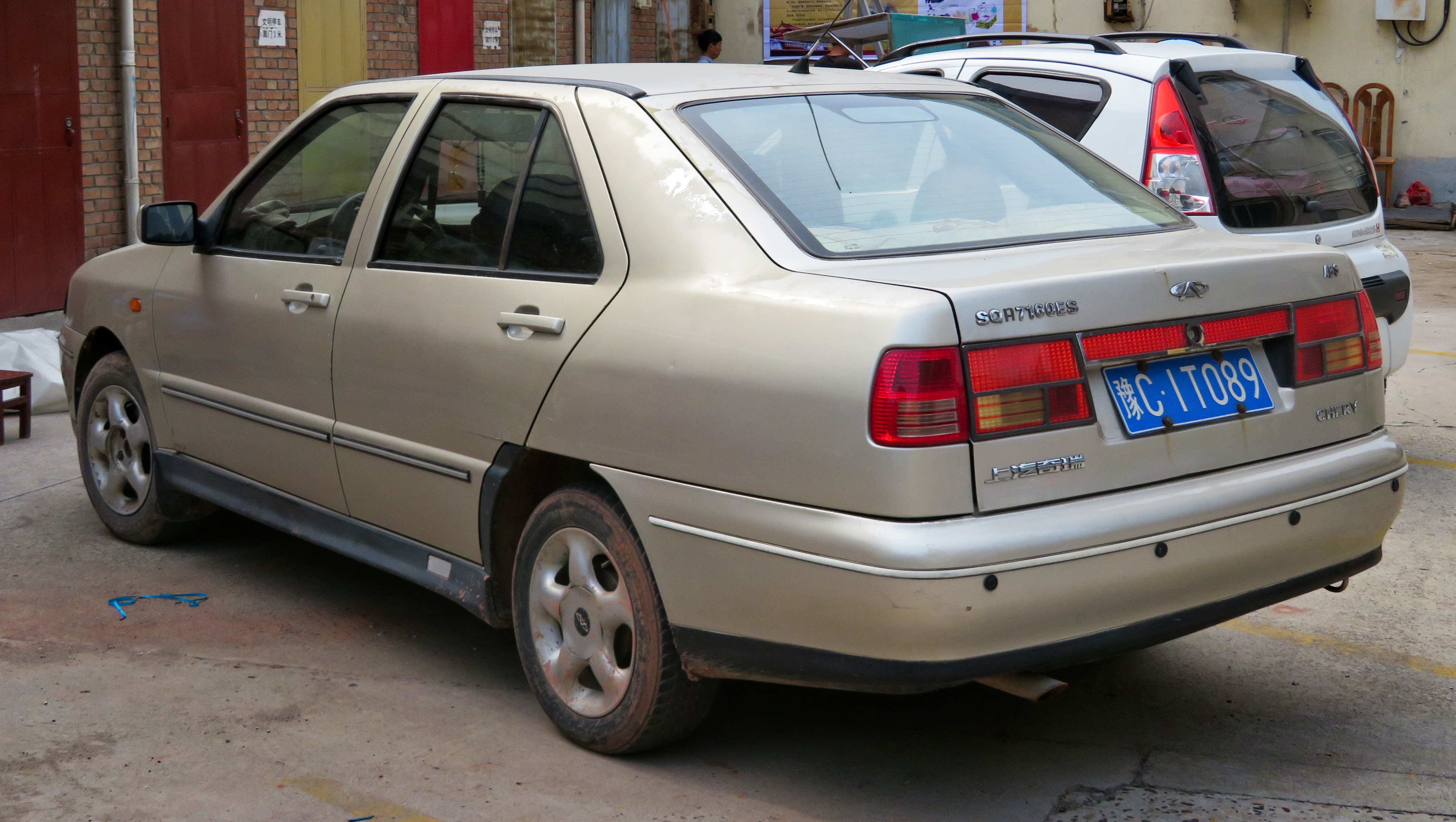

Fengyun - це, по суті, ребеджинг Toledo, який вироблявся компанією SEAT з 1991 по 1999 рік на базі платформи A2. Цю ж платформу використовує FAW-Volkswagen Automobile для своєї успішної, побудованої за ліцензією FAW-VW Jetta. Виробництво Windcloud дійсно залежало від таємних побічних угод з тими ж постачальниками запчастин, що і FAW-VW. Пізніше фінансове позасудове врегулювання означало, що Volkswagen погодився утриматися від запланованого судового позову. Купівля креслень Толедо також була здійснена таємно, незважаючи на те, що SEAT є дочірньою компанією Volkswagen: всі ці вправні переговори були роботою інженера Інь Тун'яо, який спочатку працював на китайському спільному підприємстві Volkswagen.
Тун'яо був переманений урядом міста Уху в провінції Аньхой після того, як вони прийняли рішення про розробку автомобіля для місцевого виробництва. Тун'яо також непомітно придбав в Англії виробничу лінію для досить застарілого двигуна Ford (1.6 CVH), яку потім переніс до Аньхой: перші двигуни зійшли з конвеєра в травні 1999 р. Це мав бути перший двигун, встановлений у Windcloud. Пізніше він був замінений на більш сучасні двигуни Tritec і Acteco. На той час у Китаї діяли дуже суворі правила, що перешкоджали входженню нових гравців в автомобільну промисловість, тому протягом майже двох років Chery офіційно виробляла лише «автомобільні компоненти», хоча і в повністю зібраному вигляді. У 2001 році Chery нарешті отримала дозвіл уряду на продаж своїх автомобілів по всій країні.
Виробництво A11 розпочалося в грудні 1999 року як CAC6340. Назва була офіційно змінена на Fengyun під кодовою назвою SQR7160 у 2000 році, а виробництво в Китаї завершилось у 2006 році. Chery Amulet, вперше представлений у 2003 році, є фейсліфтінговою версією Windcloud.